# Militant Socialist Movement
Das Militant Socialist Movement (französisch Mouvement Socialiste Militant; MSM) ist eine linke Politische Partei in Mauritius. Sie ist zurzeit die größte Fraktion in der Nationalversammlung. Sie gewann 42 der 69 Sitze in der Parlamentswahl 2019. Die Partei hat auch die meisten Sitze in allen Stadt- und Kommunal-Räten des Landes mit 60 von 120 Abgeordneten.
Das MSM ist eine der vier wichtigsten Parteien im Land neben der Labour Party (Parti Travailliste, PTr), dem Mouvement Militant Mauricien (MMM) und der Parti Mauricien Social Démocrate (PMSD). Die MSM ist die einzige politische Partei in der Geschichte von Mauritius, die entstand, als ihre Funktionäre in der Regierung waren, in scharfem Kontrast mit allen anderen Parteien, die entweder aus der Opposition heraus entstanden, oder vor dem Aufstieg zur Macht.

## Parteigeschichte
Das Militant Socialist Movement entstand 1983 aus einem Disput zwischen den Führern der zwei Hauptparteien in der Situation einer Koalitionsregierung: dem Gründer der MMM Paul Bérenger und dem Führer der Parti Socialiste Mauricien (PSM), Harish Boodhoo. Bald nach den Wahlen 1982 steigerten sich die Spannungen und Meinungsverschiedenheiten in der Regierung der MMM-PSM. Paul Bérenger unterhöhlte auf mannigfaltige Weise die Politik von Anerood Jugnauth, zum Beispiel durch die nicht autorisierte Ersetzung der Nationalhymne Motherland durch eine kreolische Version am 12. März 1983, durch Belästigung durch Schläger der MMM in Quatre Bornes, und den Vorschlag der MMM, durch eine Verfassungsänderung die Kompetenzen des Premierministers an das Kabinett als kollektivem Gremium zu übertragen. Premierminister Jugnauth, ein Mitglied der MMM, wies Bérengers Vorschlag zurück und wurde dabei von Boodhoo von der Parti Socialiste Mauricien (PSM) unterstützt. Die MMM teilte sich schließlich und Jugnauth und seine Unterstützer verbanden sich mit Boodhoos PSM zur MSM. So blieb Jugnauth trotz Bérengers zahlreicher Versuche, ihn zu untergraben, Premierminister und begann, sich auf die bevorstehenden Parlamentswahlen vorzubereiten; Boodhoo leitete den ersten Wahlkampf der MSM. Einflussreiche Mitglieder der Mouvement Militant Mauricien Socialiste Progressiste (MMMSP) wie Dev Virahsawmy, sowie Peter Craig und Dan Callikan von der FTU unterstützten die neue MSM ebenfalls. Dev Virahsawmy entwarf das MSM-Symbol einer goldenen Sonne auf weißem Hintergrund. In der neuen Partei waren Jugnauths Hauptverbündete Kader Bhayat, Vishnu Lutchmeenaraidoo, Dineshwar Ramjuttun und Ajay Daby. Die neue MSM richtete ein Politbüro ein, ernannte Vertreter ihrer regionalen Unterausschüsse und gründete die Partei am Freitag, dem 8. April 1983, offiziell bei einer großen öffentlichen Kundgebung auf dem Marktplatz von La Caverne. Bérenger bemühte sich um ein Misstrauensvotum im Parlament, um Jugnauth durch Prem Nababsing zu ersetzen, doch Jugnauth löste am 18. Juni 1983 die Nationalversammlung abrupt auf, bevor sie abstimmen konnte. Die MSM gewann in der Koalition mit der Labour Party und der PMSD die Wahlen 1983 und Jugnauth blieb im Amt. Im Dezember 1985 geriet die MSM in eine neue Krise, als vier ihrer Mitglieder (Thomas, Nawoor, Kim Currun und Pelladoah, die alle zuvor aus der Labour Party ausgetreten waren) mit 20 kg Heroin am niederländischen Flughafen Amsterdam Schiphol festgenommen wurden. das Heroin wurde in Pelladoahs Koffer gefunden. Die MSM gewann 1987 die Wahlen mit denselben Partnern und die Wahlen 1991 in Koalition mit der MMM.
Die Koalition mit der MMM erwies sich nur als vorübergehende Annäherung. Im Vorfeld der für 1996 erwarteten Wahlen verließ die MMM die Regierung und schloss ein Bündnis mit der Labour Party. Auch mehrere MSM-Parlamentsabgeordnete liefen zur Opposition über, was die Jugnauth-Regierung zunehmend unter Druck setzte. Die Wahlen wurden schließlich auf 1995 vorgezogen. Die oppositionelle Labour-MMM-Koalition gewann alle 60 Sitze, sodass die MSM keine parlamentarische Vertretung mehr hatte. Navin Ramgoolam von der Labour Party wurde Premierminister.
Die Labour-MMM-Koalition löste sich auf, und für die Wahlen im Jahr 2000 einigte sich die MMM auf einen Pakt mit der MSM, der vorsah, dass Jugnauth drei Jahre lang als Premierminister fungieren würde. Anschließend würde er zurücktreten, die Präsidentschaft übernehmen und das Amt des Premierministers an Paul Bérenger, den MMM-Führer, übergeben. Die MSM/MMM-Allianz gewann 54 der 60 Sitze, und gemäß der Vereinbarung wurde Jugnauth Premierminister und wurde 2003 von Bérenger abgelöst. Bérenger führte diese Koalition, zu der nun auch die PMSD gehörte, jedoch zu einer Niederlage bei den Wahlen 2005, und Ramgoolam wurde erneut Premierminister. Im Jahr 2010 schloss sich die MSM der von der Labour-Partei geführten Alliance de L’Avenir an, welche die Wahl gewann, und Ramgoolam blieb Premierminister, mit Pravind Jugnauth von der MSM als Stellvertreter.
Bis 2014 hatte sich die Politik erneut neu ausgerichtet. Die MSM verließ die Regierung, um sich gegen die Labour Party zu stellen, die sich nun stattdessen mit der MMM zusammenschloss. Die MSM trat bei der Wahl als Teil der Alliance Lepep an, zu der auch die PMSD und das Muvman Liberater gehörten; das Bündnis gewann 47 der 60 Sitze. Der inzwischen 84-jährige Jugnauth wurde erneut Premierminister, obwohl sein Sohn Pravind Jugnauth offiziell Parteichef war. Im Januar 2017 trat Jugnauth zurück und übergab die Macht an seinen Sohn Pravind. Im November 2019 gewann die regierende MSM mehr als die Hälfte der Sitze und sicherte damit Pravind Jugnauth eine weitere Amtszeit.

## Alliance LEPEP (2014– )
Die MSM verbündete sich mit zwei Parteien, der Parti Mauricien Social Démocrate (PMSD) und der Muvman Liberater (ML), die weitere 18 Sitze gewannen, was der von der MSM geführten Alliance Lepep eine klare Mehrheit von 51 Sitzen im 70-köpfigen Parlament bescherte. Außerdem bekleidet das Bündnis 17 der 25 Kabinettsposten.

## Wahlgeschichte
Die MSM hat, alleine, oder als Teil einer Koalition, sechs der zwölf Wahlen in Mauritius seit der Unabhängigkeit gewonnen. Sie bezieht ihre Unterstützung hauptsächlich aus der hinduistischen Mehrheit der Bevölkerung.
| Wahlen | Zahl der Kandidaten | Zahl der gewonnenen Sitze | Position | Führer               | Position                                                                                     |
| ------ | ------------------- | ------------------------- | -------- | -------------------- | -------------------------------------------------------------------------------------------- |
| 1983   | 35/60               | 32/70                     | 1.       | Sir Anerood Jugnauth | Premierminister                                                                              |
| 1987   | 35/60               | 31/70                     | 1.       | Anerood Jugnauth     | Premierminister                                                                              |
| 1991   | 33/60               | 29/70                     | 1.       | Anerood Jugnauth     | Premierminister                                                                              |
| 1995   | 40/60               | 0/70                      | -        | Anerood Jugnauth     | -                                                                                            |
| 2000   | 30/60               | 28/70                     | 1.       | Anerood Jugnauth     | Premierminister                                                                              |
| 2005   | 30/60               | 14/70                     | 2.       | Pravind Jugnauth     | -                                                                                            |
| 2010   | 18/60               | 13/70                     | 3.       | Pravind Jugnauth     | Vice Prime Minister                                                                          |
| 2014   | 39/60               | 33/69                     | 1.       | Pravind Jugnauth     | Minister of Technology, Communication and Innovation(Anerood Jugnauth wurde Premierminister) |
| 2019   | 45/60               | 37/69                     | 1.       | Pravind Jugnauth     | Premierminister                                                                              |